# Jurinella reducta
Jurinella reducta är en tvåvingeart som beskrevs av Charles Howard Curran 1947. Jurinella reducta ingår i släktet Jurinella och familjen parasitflugor. Inga underarter finns listade i Catalogue of Life.